# Usseaux
Usseaux (Ussiau en Occitan, Usseaux en italien, Usseaux en piémontais) est une commune italienne de la ville métropolitaine de Turin dans la région Piémont en Italie.
Usseaux est une ancienne communauté des escartons du Briançonnais (situés dans la province du Dauphiné, au sein du royaume de France, jusqu'en 1713, date à laquelle plusieurs vallées dauphinoises situées sur les versants italiens sont passées au duché de Savoie), une ancienne commune de la province de Pignerol du royaume de Sardaigne, de l'arrondissement de Suse du département du Pô du Premier Empire français, de la province de Pignerol du royaume de Piémont-Sardaigne, de la circonscription de Suse du royaume d'Italie. 
Usseaux est considéré comme l'un des plus beaux villages d'Italie et le Touring Club Italiano lui a décerné le « drapeau orange » qui reconnait la qualité de la politique touristique et environnementale que la commune met en œuvre.

## Géographie

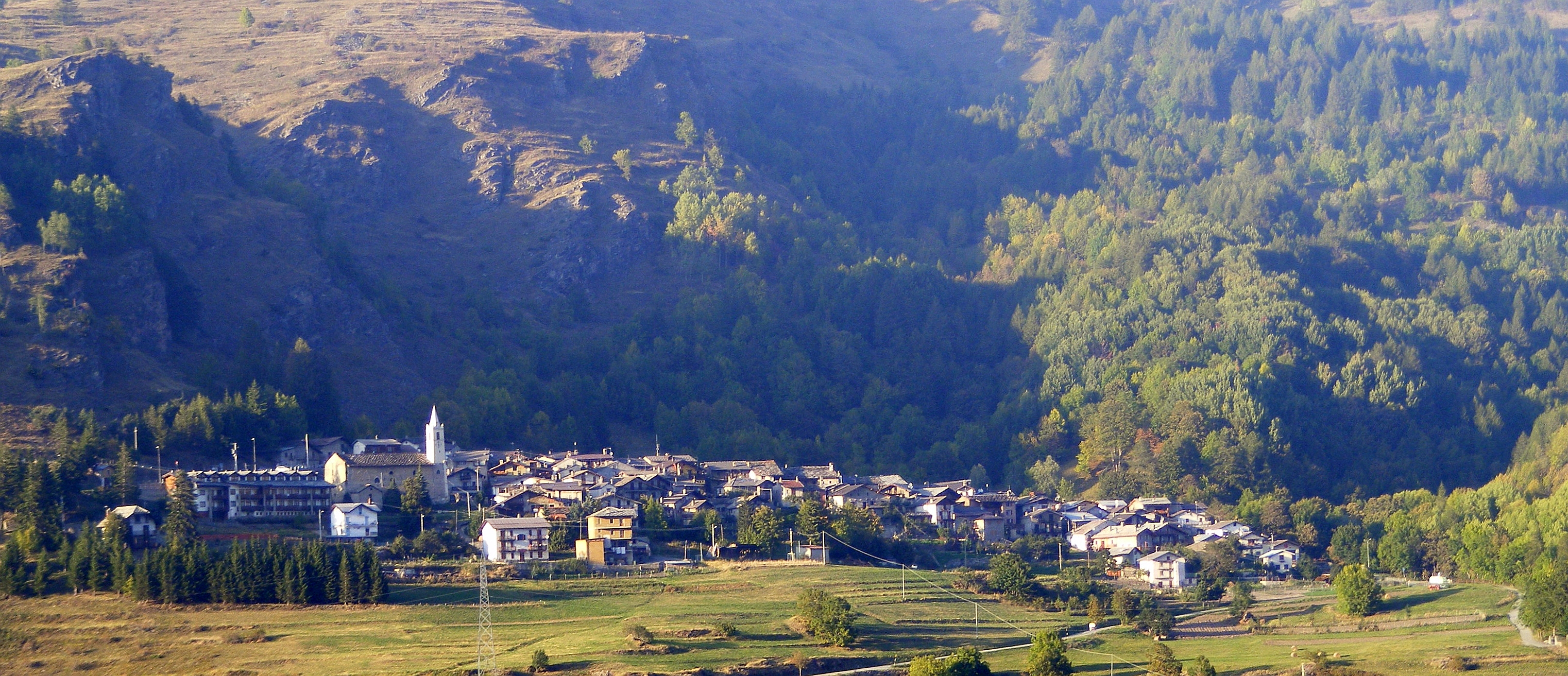
Le bourg principal

Situé dans le val Cluson, le territoire d'Usseaux appartient à la communauté de montagne Valli Chisone e Germanasca. Le territoire communal est intégré dans le parc naturel Orsiera-Rocciavrè et le parc naturel de la Gran Bosco de Salbertrand. La ville, en plus du bourg principal d'Usseaux, comprend les localités suivantes : Balboutet (Finale), Fraisse (Fragoleto), Laux (Lauso) et Pourrieres (Purrieri). Usseaux est bâtie sur la rive gauche sur la route principale qui traverse la vallée. Balboutet est situé en amont de Usseaux, toujours sur la rive gauche. Fraisse et Pourrieres se trouvent le long de la route principale de la vallée. Laux est à droite. La commune d'Usseaux se trouve dans le haut Val Cluson, c'est-à-dire dans le tronçon du val Cluson qui s'étend de Meano (hameau de Perosa Argentina) jusqu'à la limite amont de la commune de Pragelato avec la commune de Sestrières.
Le Val Cluson est d'origine glaciaire, à l'époque où les glaciers s'étendaient jusqu'à Pinerolo. Le territoire est baigné par le Cluson et de nombreux affluents de celui-ci. On trouve aussi des lacs alpins comme le lac de Laux, juste à côté de la route principale de Sestrières, les lacs de Albergian et Ciardonnet. Les bassins de Pourrieres et Villaretto sont au contraire des lacs artificiels utilisés pour produire de l'électricité. Entouré de hauts sommets, le territoire, aussi bien de la basse que de la haute vallée, n'a jamais été isolé. Au contraire, il s'agit d'une terre d'échanges et de passages, notamment par l'intermédiaire des cols comme le col de Sestrières ou le col della Vaccera.

### Hameaux

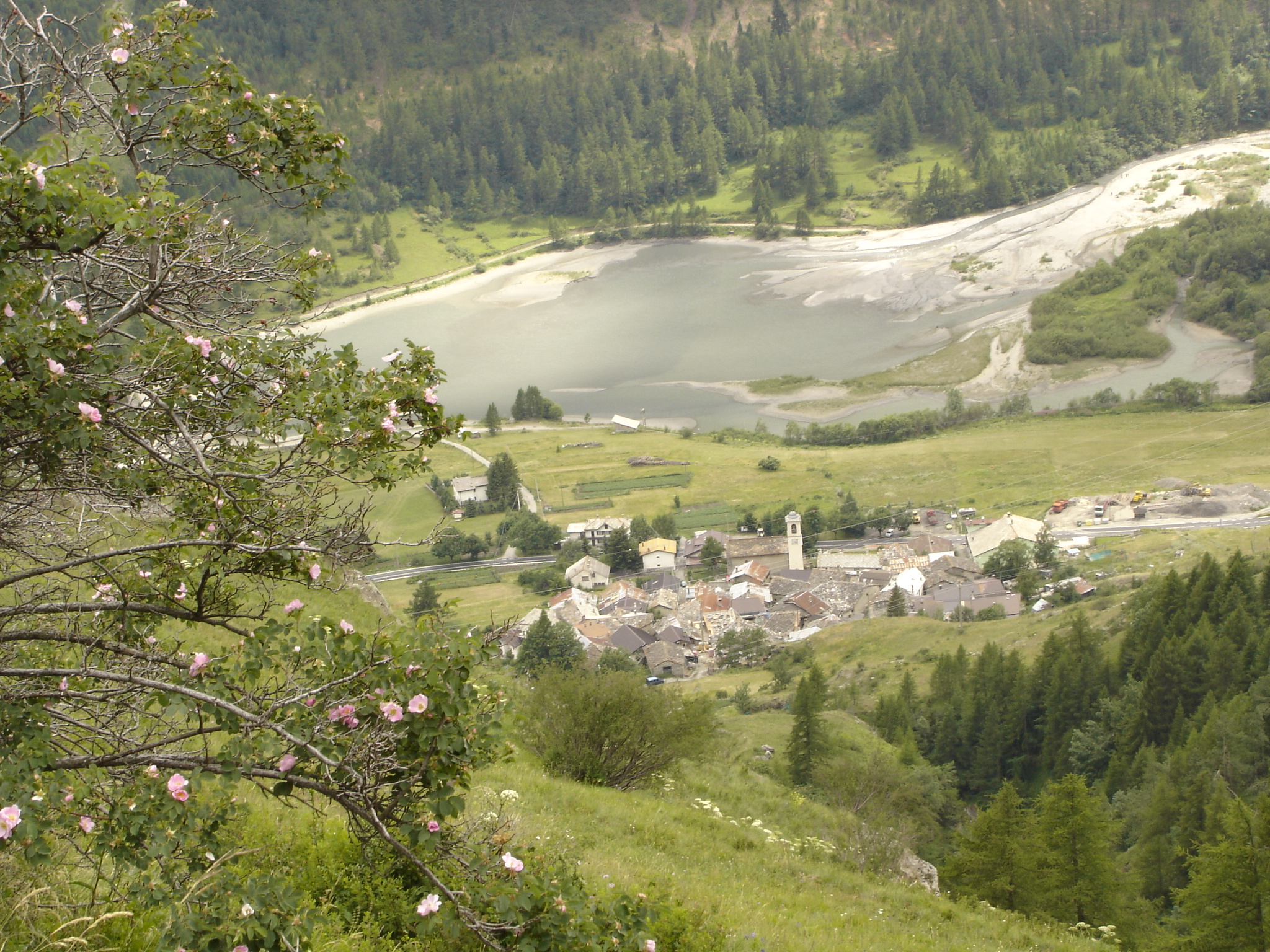
Usseaux : le hameau de Pourrières

La commune comporte plusieurs hameaux, avec les particularités italiennes de ce type de subdivision d'une commune : Balboutet, Fraisse, Laux, Pourrieres.

### Communes limitrophes
La commune d'Usseaux est entourée des communes d'Exilles, Chaumont, Gravière, Méans, Pragela, et Fenestrelle. 

## Histoire
Usseaux, Balboutet, Pourrieres, Fraisse, Mentoulles, Fenestrelle et Villaretto sont les plus anciens villages de la haute vallée. Les origines des hameaux d'Usseaux sont très anciennes et liées aux peuples qui ont habité la région et laissé sur le territoire une empreinte marquée de leur culture, leur langue et leurs traditions : Romains, Celtes, Ligures, Provençaux, Byzantins, Barbares, Lombards, Sarrasins. Le premier document témoignant de l'existence de Usseaux, Pourrieres, Balboutet et Fraisse remonte à l'année 1064 quand la comtesse Adélaïde fonda l'abbaye de Santa Maria di Pinerolo en lui faisant don des territoires de la haute vallée. La naissance du hameau de Laux est, quant à elle, attribuée à un groupe d'exilés de Lyon et de la Provence au début du XIIIe siècle, exilés qui étaient persécutés par l'État et l'Église comme hérétiques. Un peu plus tard aussi vinrent les « pauvres de Lyon », les vaudois, adeptes de Pierre Valdo, en désaccord avec l'église catholique de Rome.
Dans les siècles qui suivent, le territoire d'Usseaux a suivi le même cours historique que les autres communautés du Val Cluson en changeant d'appartenance au gré de dominations successives : le territoire fut ainsi intégré au Dauphiné de Viennois de 1091 à 1349, au royaume de France de 1349 à 1713 (dans la province du Dauphiné), au duché de Savoie en 1713 à la suite du traité d'Utrecht. Puis vinrent les guerres entre les Français et la Savoie, et la bataille d'Assietta en 1747 qui voit la défaite des Français. La région redevient française après la conquête par Napoléon. Ce furent enfin les guerres d'indépendance qui conduisirent, en 1860, à l'unification de l'Italie. Comme toutes les communautés du Val Pragelato, le canton d'Usseaux a également été partie prenante de la république des Escartons de 1343-1713 et, pendant cinq-cents ans, de 1200 à 1713, elle fut aussi un territoire où cohabitèrent deux communautés à la foi différente, l'église catholique et l'église vaudoise.
Au XXe siècle, la Première Guerre mondiale a frappé la vallée comme le reste de l'Italie. Après-guerre, vint le temps de l'émigration et de la désertification. La Seconde Guerre mondiale a une nouvelle fois durement meurtri le territoire, la montagne devenant un refuge naturel pour les groupes de Partisans. Dans toute la vallée se déroulèrent représailles et rétorsions avec de lourdes conséquences, tant en termes de vies humaines que de destructions partielles de certains hameaux. Dans les années qui suivirent, la vallée connut de nouveau le phénomène d'émigration, vers la France ou vers les plaines industrielles.
Depuis quelques années, la commune d'Usseaux ainsi que les autres municipalités du Haut Val Cluson se sont engagées dans un projet commun de revalorisation par le tourisme.

## Économie
Le territoire est en grande partie montagneux et les plaines arables sont très limitées ; la forêt est encore aujourd'hui une richesse, ainsi que les pâturages. Autrefois, de nombreuses zones qui sont aujourd'hui des pâturages ont été, au contraire, cultivées, et les prairies dans les hautes montagnes voyaient venir les troupeaux habituellement une fois par an. On cultivait seigle, blé, orge et avoine (le blé a été semé presque toujours a barbariato, c'est-à-dire mélangé de seigle). Était aussi autrefois cultivé le sarrasin et, beaucoup plus tard, vint la pomme de terre, qui est encore cultivée aujourd'hui. Le lin a été cultivé pour ses propriétés médicinales, ainsi que le chanvre. Dans le passé, aussi s'est développée l'apiculture. Les habitants de chaque village devaient subvenir à leurs besoins et vivaient de l'agriculture autant que possible en échangeant ou vendant leurs produits pour se procurer les produits nécessaires pour vivre, tels que le sel, qui venait de Piémont ou du Dauphiné. De nos jours, l'activité se tourne de plus en plus vers le tourisme. 

## Monuments et centres d'intérêt

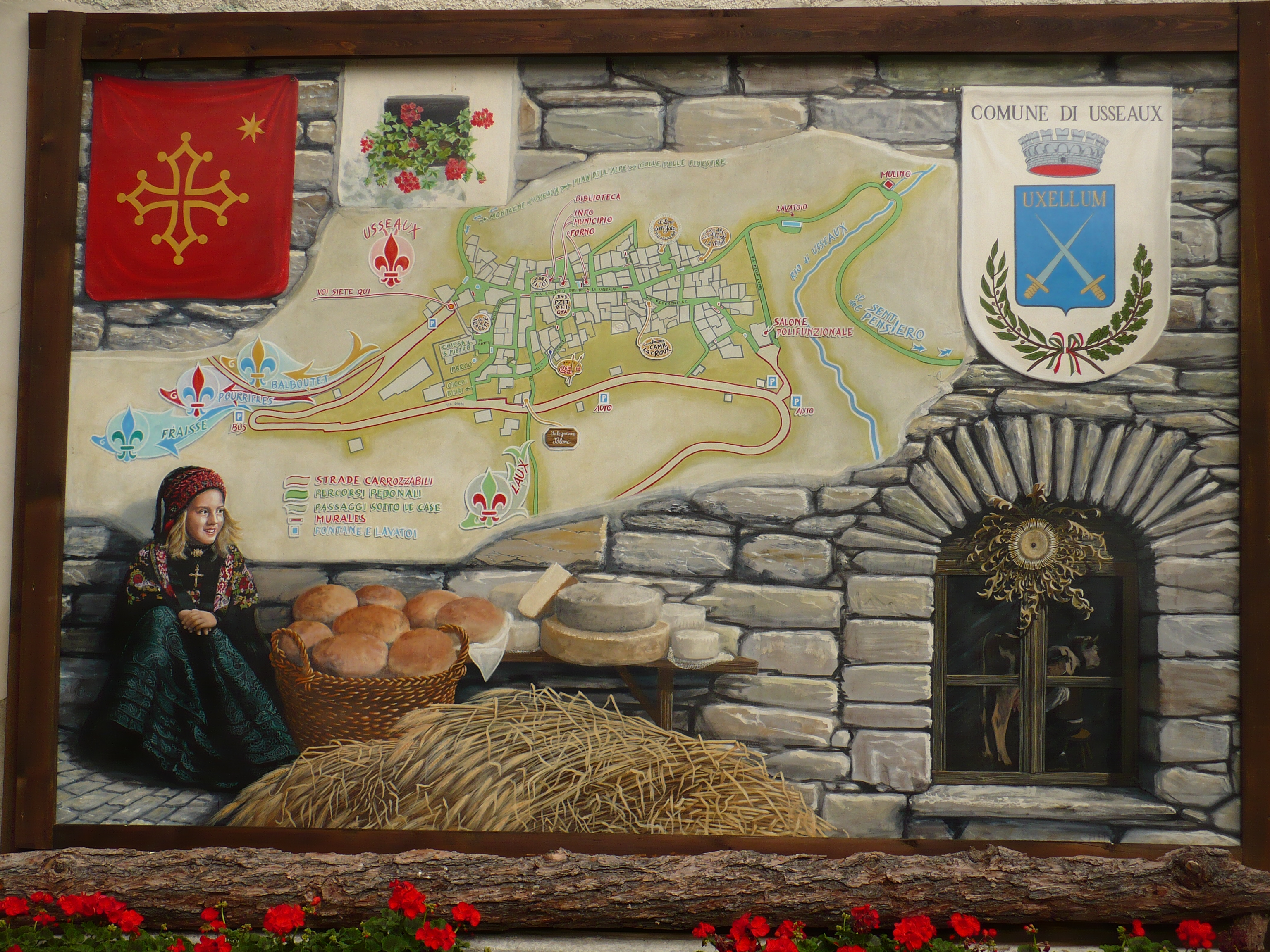
Usseaux : peintures murales

Dans le village d'Usseaux, on trouve un certain nombre de bâtiments, en grande partie restaurés, datant de 1700, comme le four à pain, le lavoir et le moulin. On peut aussi voir de nombreuses fontaines caractéristiques de cette localité. Le village est également orné d'une quarantaine de peintures murales, dont les thèmes vont de la vie à la campagne, le monde de la nature et des animaux, jusqu'à celui des personnages de conte de fées. L'église paroissiale dédiée à Saint Pierre est également remarquable.
Le hameau de Balboutet compte de très nombreux cadrans solaires peints, originaux et tous différents, ornés de gracieux motifs illustratifs.

Sur la rive droite du Cluson, Laux, le village de l'eau, situé sur un petit plateau, avec son étang naturel, est un exemple d'un village alpin parmi les plus préservés de toute la vallée. Dans le village, l'église, l'ancien cadran solaire et la place de la prière rappellent la présence des Vaudois.

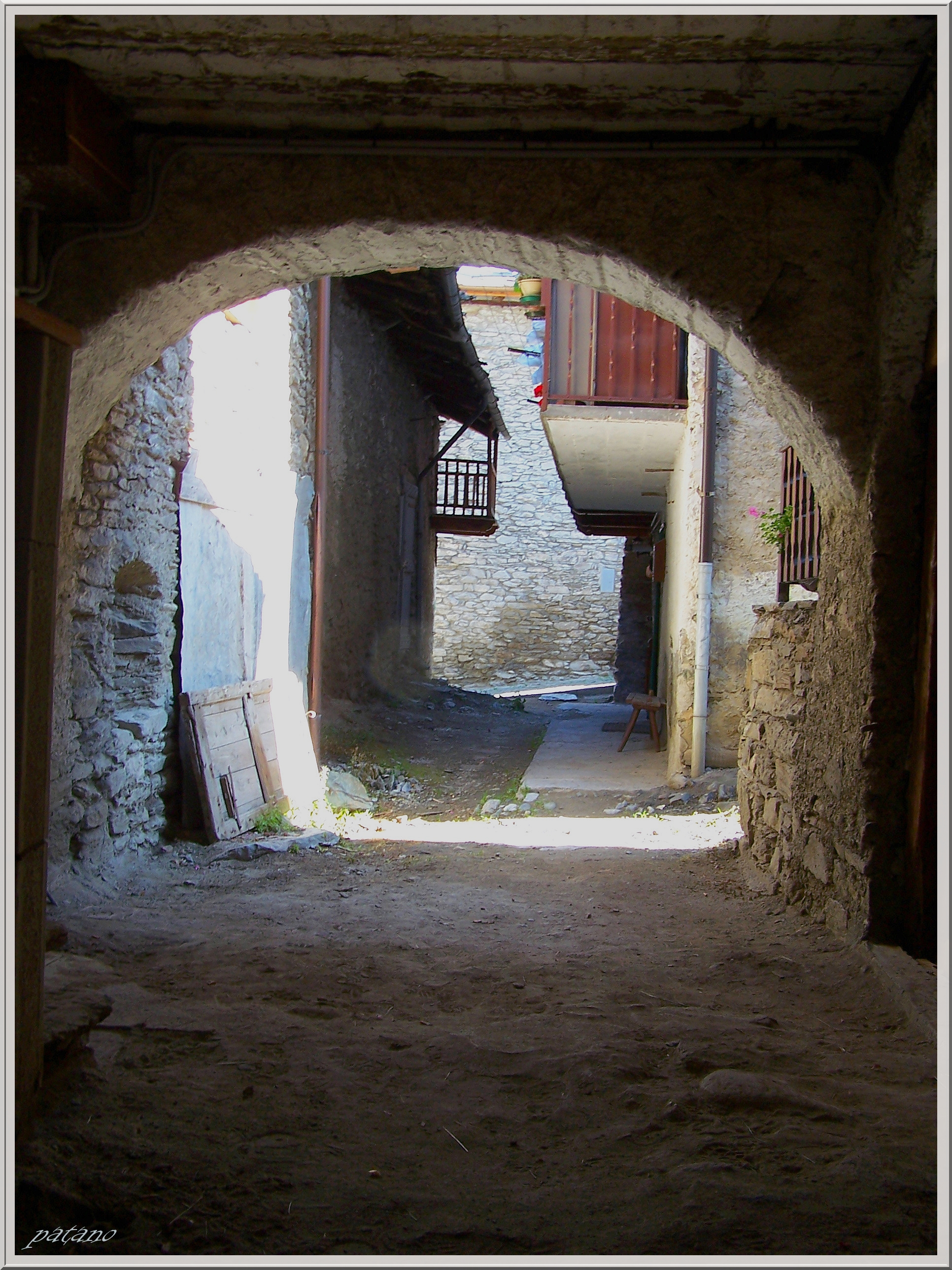
Une rue d'Usseaux.
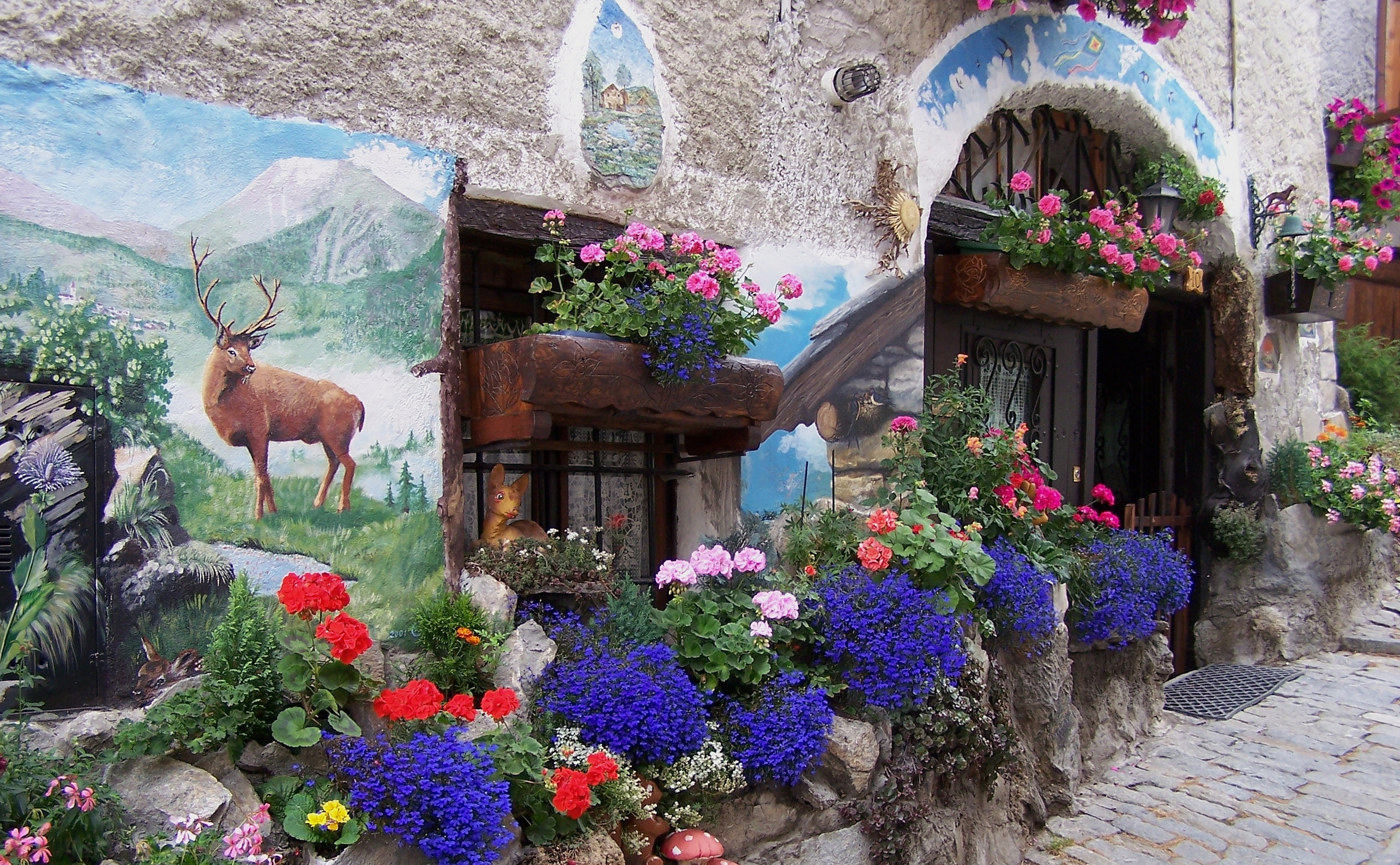
Une fresque murale à Usseaux.
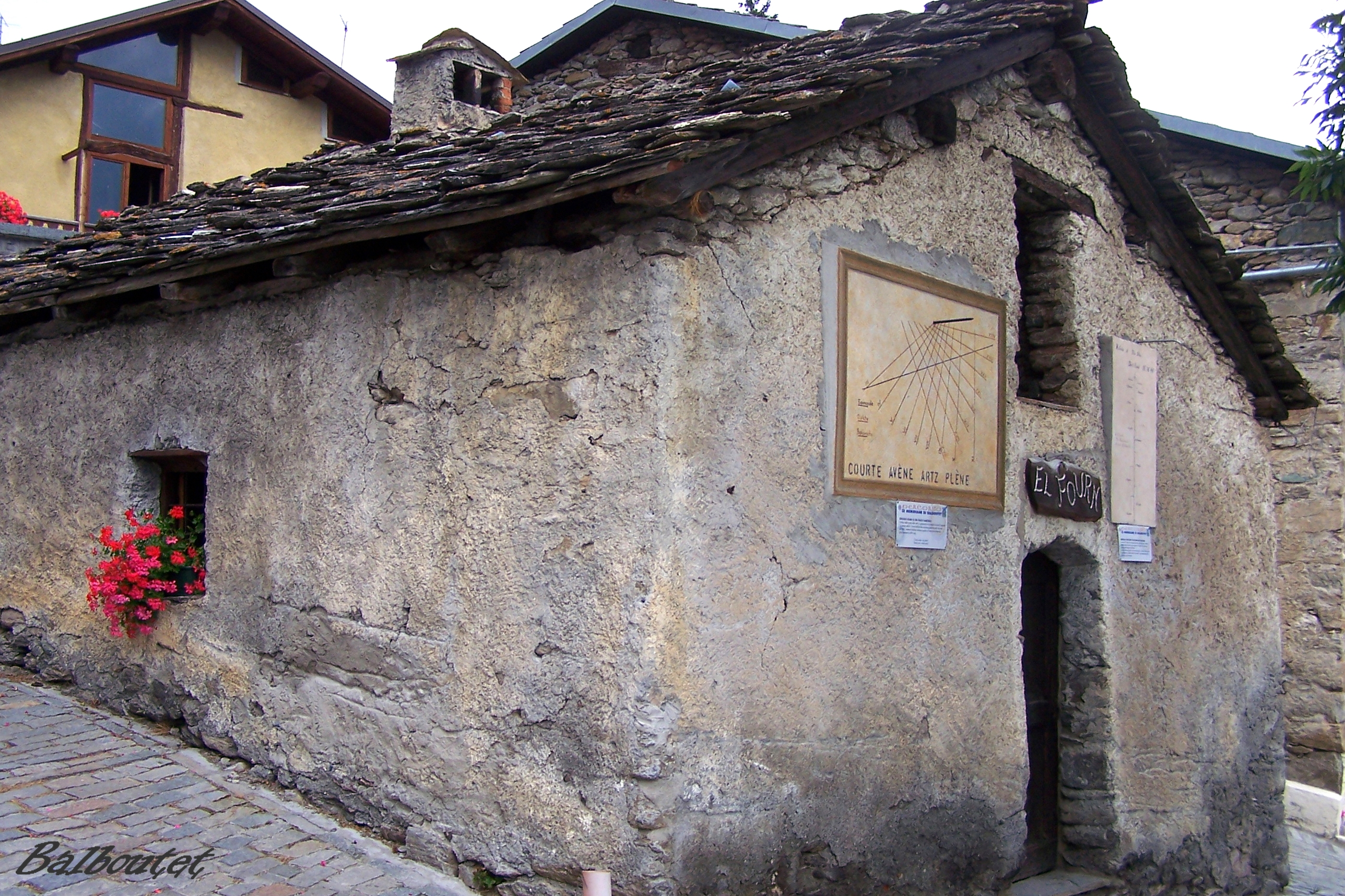
Le four (?) de Balboutet, avec un cadran solaire.
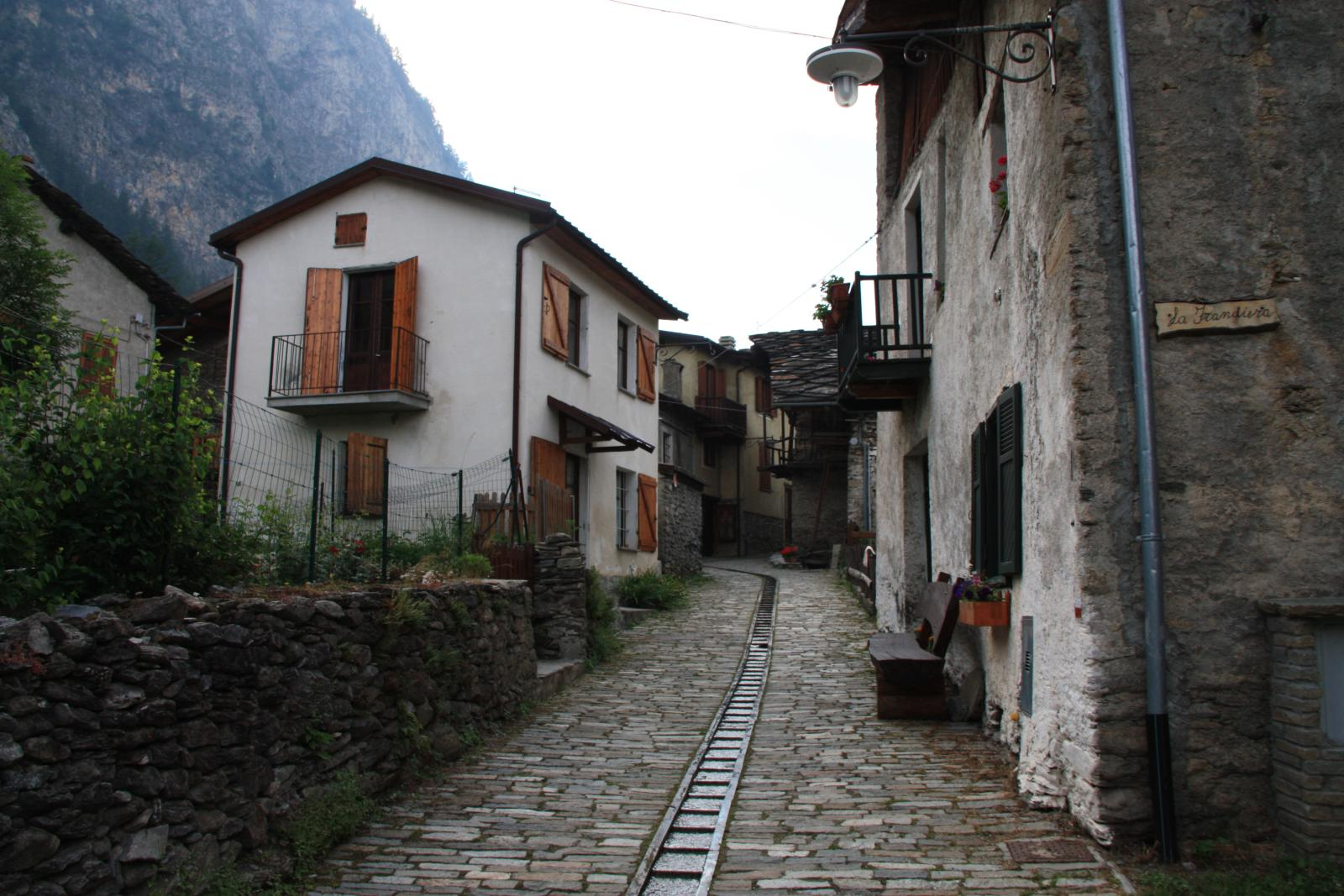
Une rue (en pente) de Laux.
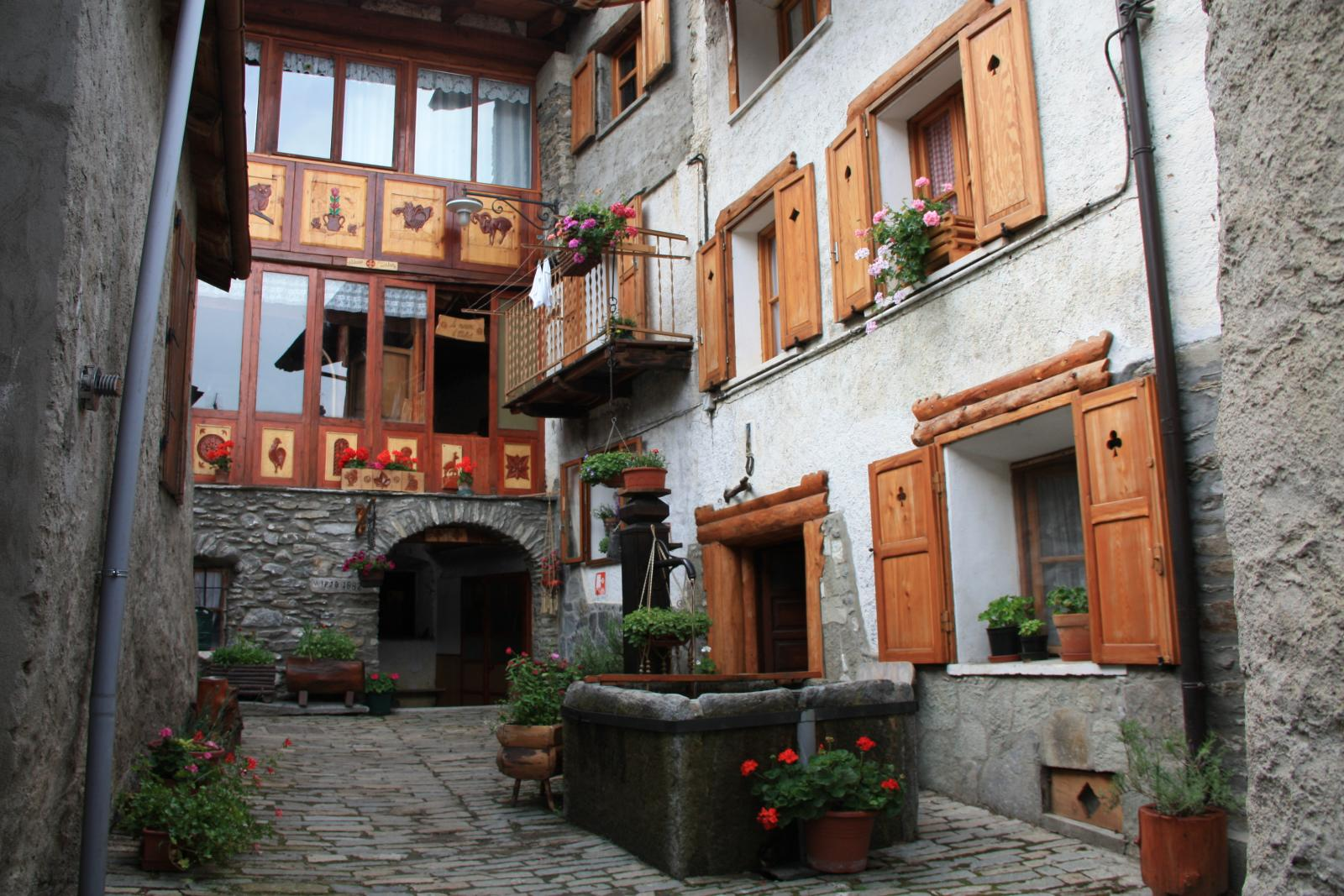
Dans le hameau de Laux.

## Une architecture typique
Emplacement et architecture des maisons sont très semblables à celles de l'arc alpin occidental, qui a influencé des cultures diverses. Le matériau de base est, depuis les temps les plus anciens, initialement le bois, mais la pierre a peu à peu été introduite pour diminuer les risques et les conséquences des incendies. Les maisons sont typiquement constituées d'un rez-de-chaussée accueillant les écuries, sous des voûtes cintrées soutenues notamment par un pilier central ; au même niveau peuvent également être situées la cave et la cuisine. Dans certains cas, il y a aussi un « infernot » ou « crotin » sculpté dans la roche sous le niveau de la grange pour le stockage des denrées alimentaires et la maturation du fromage et de la charcuterie. Le premier étage est en pierre. Là, se situent les chambres, ainsi que la grange, utilisée pour le stockage. Le grenier sert aussi de fenil. Le toit, avec ses poutres en mélèze, fait saillie et protège le ou les balcons de la neige. Ces balcons en bois, parfois avec des balustrades également en bois, servaient de séchoir, notamment pour le bois de sciage et le grain, et étaient disposés en règle générale sur la façade principale de la maison. On accède au premier étage par un escalier en pierre ; une échelle pour rejoindre le grenier est placée à côté de la maison ou parfois sur le balcon. La façade avant de la maison est orientée face à la vallée et le plus souvent vers le sud. 

## Culture

### Particularisme linguistique
La commune d'Usseaux, en application de la loi n. 482, du 15 décembre 1999, a déclaré appartenir à la minorité culturelle de langue française et à la minorité culturelle de langue occitane.
On continue d'y parler l'occitan, notamment dans un cadre familial.

### Personnages célèbres liés à la commune

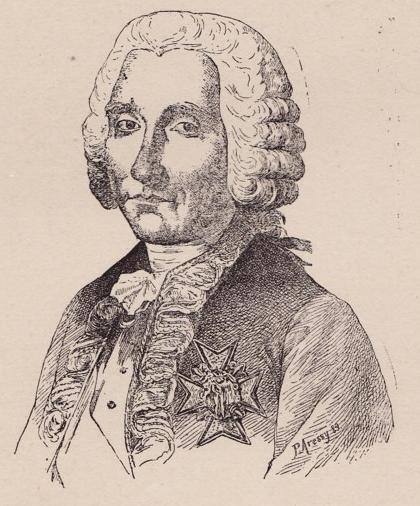
Portrait de Pierre Joseph de Bourcet (1789 ?).

- Daniel-André Bourcet, commandant les milices du Briançonnais pendant la Guerre de Succession d'Espagne.
- Pierre Joseph de Bourcet, fils de Daniel-André Bourcet. Officier et écrivain militaire, ayant également réalisé une cartographie à usage militaire des Alpes.
- Jean Bourcet de la Saigne, fils de Daniel-André Bourcet et frère cadet de Pierre Joseph de Bourcet. Il a joué un rôle clé dans la réalisation des cartes des Alpes dont l'établissement avait été confié à son frère, et dans la réalisation de la carte de la Provence orientale qu'il dirige en personne.
- Carlo Augusto Brunetta d'Usseaux (it).
- Edoardo Brunetta d'Usseaux (it).
- Eugenio Brunetta d'Usseaux.
- Élie Saurin (1639-1703), théologien et pasteur réformé. L'un des premiers défenseurs du concept de liberté de conscience.

## Gastronomie
La cuisine locale typique utilise des produits simples de la montagne (comme les pommes de terre, choux, poireaux, bacon). « Lâ Calhëtta » est ainsi une spécialité à base de pommes de terre râpées, d'oignon, de petit salé et de farine.

## Administration
| Période                                  | Période  | Identité          | Étiquette | Qualité |
| ---------------------------------------- | -------- | ----------------- | --------- | ------- |
| 2004                                     | 2009     | Adriano Sgarbanti |           |         |
| 14 juin 2004                             | En cours | Elvio Rostagno    |           |         |
| Les données manquantes sont à compléter. |          |                   |           |         |